# 相樂總三
相樂總三（日语：／ Sagara Sōzō，1839年—1868年3月26日），原名小島四郎左衛門將滿，另有多個別名，是日本幕末時期的維新志士。他是討幕派旗下非正規軍組織赤報隊的隊長，因為不顧討幕派新政府的反對，到處向民眾宣揚新政府會大幅削減田稅（稱“年貢半減”），為新政府所忌而設計捕殺，罪名是假冒官軍，至1928年獲平反。

## 生平
1860年代初，相樂總三為實現尊王攘夷的主張，開始交結各地志士，密謀武力反抗幕府政權，屢遭失敗。1860年代中期，他結識了討幕派重要人物西鄉隆盛和大久保利通。1867年，西鄉隆盛等人派遣相樂總三與其他人潛入江戶進行反幕府的行動。1868年戊辰戰争開始後，相樂總三組織了赤報隊，作為政府軍的先頭部隊。相樂總三向政府建議減輕幕府領地的租稅，獲接納，發出“年貢半減令”，他又請求政府發給官軍印章，卻被拒。赤報隊向東出發不久後，政府便命令他們返回京都，赤報隊一部份人聽從命令折返，但相樂總三率領一部份人繼續前進。新政府不久撤回“年貢半減令”，又宣佈相樂總三的隊伍是偽官軍。相樂總三與政府展開交涉，3月時在下諏訪宿被捕，不久連同赤報隊幹部共8人在當地被處死。妻子「照」得知此事後，將兒子河次郎託付給總三的姐姐，並跟隨總三自殺。後來，總三的首級被與總三關係密切的當地出身國學者飯田武鄉盜走，並被秘密埋葬。
相樂總三死後長期被污名化為偽官軍，其孫木村龜太郎（木村 亀太郎）爭取為祖父及被處死的赤報隊隊員恢復名譽，1928年終獲平反，追贈正五位，翌年合祀於靖國神社。

## 改編電影
1969年岡本喜八導演將其事蹟改編成電影作品《赤毛》，由三船敏郎飾演赤報隊隊員。

## 註解
1. ↑  下諏訪宿位於現今長野縣諏訪郡下諏訪町。